# Meliboeus gibbicollis
Meliboeus gibbicollis es una especie de escarabajo del género Meliboeus, familia Buprestidae. Fue descrita científicamente por Illiger en 1803.